# Raphael Schweda
Raphael Schweda (* 17. April 1976 in Rostock) ist ein ehemaliger deutscher Radrennfahrer und  Teammanager.

## Karriere
Nachdem Schweda eine Etappe der Bayern-Rundfahrt, 1998 die U23-Ausgabe des Eschborn-Frankfurt City Loop und die Deutsche U23-Meisterschaften im Straßenrennen gewann sowie Dritter der U23-Europameisterschaft im Straßenrennen wurde, erhielt er einen Vertrag beim Team Nürnberger. Für diese Mannschaft gewann er 1999 die Königsetappe der Rheinland-Pfalz-Rundfahrt und 2000 das Eintagesrennen Rund um die Nürnberger Altstadt. Auch seine bedeutendste Karriereplatzierung fiel in diese Zeit, als er im Massensprint des Rad-Weltcup-Rennens HEW Cyclassics den zweiten Rang belegte. Anschließend wechselte Schweda zum Team Coast, mit dem er drei Grand Tours bestritt und beendete: Die Vuelta a España 2001 und 2003 als 131. und 104. sowie den Giro d’Italia 2002, bei dem er auch einmal Etappenzweiter wurde, als 78. beim Klassiker Paris-Roubaix belegte er 2002 Platz 11.
Nach dem Ende seiner Karriere als Aktiver zum Ende der Saison 2003 wurde er Teammanager bei Winfix Arnold Sicherheit bzw. dessen Nachfolgeteam Wiesenhof-Felt bis zu dessen Auflösung am Ende der Saison 2007.
Schweda ist Gründer und CEO der henara GmbH, einem Unternehmen, das Software und Abrechnungsleistungen im Gesundheitsmarkt entwickelt.

## Erfolge
1996
- eine Etappe Bayern-Rundfahrt

1998
- Eschborn-Frankfurt City Loop (U23)
- Deutsche Meisterschaften – Straßenrennen (U23)
- Europameisterschaft-Straßenrennen (U23)

1999
- eine Etappe Rheinland-Pfalz-Rundfahrt

2000
- Rund um die Nürnberger Altstadt